# Tine Van Rompuy
Christine Francine Wilhelmina (Tine) Van Rompuy (Leuven, 28 augustus 1955) is een Belgisch syndicaliste en marxistisch politica voor de PVDA.

## Levensloop

### Jeugd
Ze is de dochter van professor em. dr. Vic Van Rompuy en groeide op in een gezin met vier kinderen. Ze heeft twee broers, met name Herman en Eric Van Rompuy, en één zus. Ze behaalde in 1977 haar diploma psychiatrisch verpleegkundige.

### Professionele carrière
Van 1977 tot 1995 werkte ze als psychiatrisch hoofdverpleegkundige in het Psycho-Sociaal Centrum van de Broeders van Liefde te Leuven en van 1995 tot 2004 was ze psychiatrisch verpleegkundige op het UZ Leuven Pellenberg. Sedert 2004 is ze hoofdverpleegkundige op de dienst Centraal PatiëntenVervoer van UZ Gasthuisberg. Hier is ze als syndicaliste van LBC-NVK lid van zowel de ondernemingsraad (OR), als het Comité voor Preventie en Bescherming op het Werk (CPBW). Daarnaast is ze actief in de 'Gewestelijke Belangengroep Ziekenhuizen Leuven' en de 'Nationale Belangengroep Ziekenhuizen'. Ten slotte is ze lid van het LBC-NVK-bestuur Leuven.
In april 2009 kwam ze herhaaldelijk in de pers met haar kandidatuur op de Europese lijst PVDA+. Hierop stond ze op de derde plaats, na voorzitter Peter Mertens en ACOD-secretaris Nicole Naert. Tevens was ze kandidate voor de Vlaamse verkiezingen van 2009. Tijdens de Belgische federale verkiezingen 2010 trok Van Rompuy de Senaatslijst. In 2012 deed ze dat opnieuw voor de gemeenteraadsverkiezingen van 2012 in Leuven. Voor de federale verkiezingen van 2014 duwt ze de PVDA+-lijst in Vlaams-Brabant.
Van Rompuy komt bij PVDA+ op voor het kiwimodel en de miljonairstaks, een vermogensbelasting op vermogens boven 1 miljoen euro. Van deze laatste campagne heeft zij het meterschap aanvaard. Als verpleegster sympathiseert ze met Geneeskunde voor het Volk. Ze bezocht reeds tweemaal de Filipijnen op uitnodiging van de Filipijnse vakbond The Alliance of Health Workers. Ze engageert zich voor de activiteiten van Stop the killings, een platform van meer dan 50 organisaties die de politieke moorden aldaar veroordelen.

## Persoonlijk
Ze is gehuwd en heeft twee dochters.